# Садгери
Садгери (груз. სადგერი) — село в Грузии, на территории Боржомского муниципалитета края (мхаре) Самцхе-Джавахети.

## География
Село находится на юге центральной части Грузии, в междуречье Боржомулы и Гуджаретисцкали, на расстоянии 3 километров (по прямой) к юго-востоку от города Боржоми, административного центра муниципалитета. Абсолютная высота — 1031 метр над уровнем моря.

## Население
По результатам официальной переписи населения 2014 года, в Садгери проживало 325 человек (157 мужчин и 168 женщин). В национальной структуре населения грузины составляли 98,5 %, армяне — 0,9 %, русские — 0,6 %.
| Год  | Население, человек |
| ---- | ------------------ |
| 2002 | 324                |
| 2014 | ↗ 325              |